# Gwiazdy polskiej muzyki lat 80. (album Porter Band)
Gwiazdy polskiej muzyki lat 80. – album kompilacyjny Johna Portera. Zawiera utwory zarówno Portera jak i zespołu Porter Band. Album został wydany w 2007 roku jako dodatek do gazety. Zawiera 14 przebojów z lat 80. Płyta pochodzi z kolekcji „Dziennika” i jest dwudziestą szóstą częścią cyklu „Gwiazdy polskiej muzyki lat 80.”.

## Spis utworów
1. „I’m Just a Singer” – 3:29
2. „Ain’t Got My Music” – 3:34
3. „Selling Water by the River” – 4:31
4. „Running” – 3:49
5. „One Love” – 5:57
6. „Pogotowie 999” – 3:14
7. „Helicopters” – 4:00
8. „Crazy, Crazy, Crazy” – 4:51
9. „Heavy Traffic” – 4:00
10. „One Million Songs of Sadness” – 4:07
11. „Waterfall” – 4:02
12. „Something Born, Something Die” – 3:51
13. „Magic Moments” – 5:42
14. „Right Time” – 4:33